# Караваєв Артем Володимирович
Артем Володимирович Караваєв (рос. Артём Владимирович Караваев; 28 лютого 1992) — російський хокеїст, захисник. Виступає за «Сибір» (Новосибірськ) у Континентальній хокейній лізі. 
Вихованець хокейної школи «Сибір» (Новосибірськ). Виступав за «Сибірські Снайпери» (Новосибірськ). 